# Javorje, Šmartno pri Litiji
Javorje este o localitate din comuna Šmartno pri Litiji, Slovenia, cu o populație de 56 de locuitori.